# 1505
Năm 1505 là một năm trong lịch Julius.

## Sự kiện

### Tháng 1
- 22 tháng 1: Lê Tuấn kế vị ngôi vua Hậu Lê niên hiệu Đoan Khánh (Lê Uy Mục)

### Tháng 6
- 19 tháng 6: Chu Hậu Chiếu kế vị hoàng đế nhà Minh niên hiệu Chính Đức.

## Mất
- Đàm Văn Lễ.
- 8 tháng 6:Hoằng Trị Đế